# Lepocreadium ghanensis
Lepocreadium ghanensis är en plattmaskart. Lepocreadium ghanensis ingår i släktet Lepocreadium och familjen Lepocreadiidae. Inga underarter finns listade i Catalogue of Life.